# Ropica lombokensis
Ropica lombokensis är en skalbaggsart som beskrevs av Stefan von Breuning 1966. Ropica lombokensis ingår i släktet Ropica och familjen långhorningar. Inga underarter finns listade i Catalogue of Life.